# Copa General Pedro Ramírez
A Copa General Pedro Ramírez egy argentin labdarúgókupa volt. A kupát 1943-ban alapították meg, az utolsó torna pedig 1945-ben került megrendezésre.
A trófeát Argentína de facto elnöke, Pedro Pablo Ramírez tábornok adományozta. Az első két tornán 35, míg 1945-ben 42 csapat vett részt a kupában.

## Eredmények

### Döntők
| Szezon | Győztes               | Eredmény | Második             | Helyszín                                              |
| ------ | --------------------- | -------- | ------------------- | ----------------------------------------------------- |
| 1943   | San Lorenzo           | 8–3      | General Paz Juniors | Estadio Chacarita Juniors, Buenos Aires               |
| 1944   | San Martín de Tucumán | 3–1      | Newell’s Old Boys   | Estadio Monumental José Fierro, San Miguel de Tucumán |
| 1945   | Estudiantes (LP)      | 4–4      | Boca Juniors        | Estadio Gasómetro, Buenos Aires                       |
| 1945   | Estudiantes (LP)      | 1–0      | Boca Juniors        | Estadio Gasómetro, Buenos Aires                       |

### Gólkirályok
| Év   | Játékos           | Gólok száma | Csapat              |
| ---- | ----------------- | ----------- | ------------------- |
| 1943 | Humberto Martínez | 10          | General Paz Juniors |
| 1944 | Raúl Micci        | 4           | Newell’s Old Boys   |
| 1945 | Manuel Pelegrina  | 3           | Estudiantes (LP)    |
| 1945 | Gregorio Pin      | 3           | Boca Juniors        |